# Robert Jensen
Pour les articles homonymes, voir Jensen.
Robert William Jensen (né le 14 juillet 1958) est un ancien professeur de journalisme de l'Université du Texas à Austin. De 1992 à 2018, il a enseigné des cours en droit, éthique et politique des médias.
Il a dédié une grande partie de son travail sur la critique de la pornographie et de la masculinité, laquelle est développée dans son livre de 2017, The End of Patriarchy : Radical Feminism for Men. Il a également écrit sur les privilèges blancs et le racisme institutionnel. Il siège au comité de rédaction de la revue académique Sexualization, Media, and Society.
En France, seul son livre Getting Off : Pornography and the End of Masculinity a été traduit en français en 2024. On le trouve aux éditions LIBRE sous le nom La fin de la masculinité.

## Jeunesse
Jensen a grandi à Fargo, dans le Dakota du Nord.

## Carrière et activisme
Avant sa carrière universitaire, Robert Jensen a travaillé comme journaliste et éditeur de copie pour plusieurs journaux, dont le St. Petersburg Times et le St. Paul Pioneer Press.
Jensen écrit pour les médias populaires, alternatifs et grand public. Ses opinions et ses analyses sur des sujets tels que la politique étrangère, la politique et la race ont été publiées dans différents journaux aux États-Unis. Il est également impliqué dans un certain nombre de groupes d'activistes, notamment le Third Coast Activist Resource Center.

## Controverse

### Article d'opinion sur le 11 septembre
Jensen a écrit un article d'opinion pour le Houston Chronicle le 14 septembre 2001, peu après les attentats terroristes du 11 septembre. Dans cet article, Jensen écrit que les attentats terroristes du 11 septembre étaient « répréhensibles et indéfendables », mais « pas plus méprisables que les actes de terrorisme massifs – le meurtre délibéré de civils à des fins politiques – que le gouvernement américain a commis de mon vivant ».
L'article de Jensen a suscité à la fois des éloges et des critiques. Certaines personnes ont exigé que l'Université du Texas licencie Jensen. En réponse, le président de l'Université du Texas, Larry Faulkner, a écrit dans une lettre au rédacteur en chef, publiée dans le Houston Chronicle, qu'il était « dégoûté par l'article de Jensen » et a qualifié Jensen de « fontaine de bêtises pures sur les questions de politique publique ».

### Opinions sur l'identité transgenre
Début juillet 2014, le collectif MonkeyWrench Books a rompu tout lien avec Jensen à cause de son article passant en revue deux livres féministes critiquant l'identité transgenre. Ces livres étaient Gender Hurts : A Feminist Analysis of the Politics of Transgenderism de Sheila Jeffreys et Manhood Acts : Gender and the Practices of Domination de Michael Schwalbe. Dans la critique publiée par Dissident Voice, Jensen concluait : 
Dexter M. Thomas a également rédigé une réfutation qui a également été publiée par Dissident Voice. Jensen a répondu par un article qui développait son point de vue sur les implications écologiques et sociales de ce qu'il appelle « l'idéologie trans ».

## Œuvres choisies
Livres
- Robert Jensen et David S. Allen, Freeing the first amendment : critical perspectives on freedom of expression, New York, New York University Press, 1995 (ISBN 9780814706381, lire en ligne )
- Robert Jensen, Gail Dines et Ann Russo, Pornography : the production and consumption of inequality, New York, Routledge, 1997 (ISBN 9780415918138)
- Robert Jensen, Writing dissent : taking radical ideas from the margins to the mainstream, New York, Peter Lang, 2002 (ISBN 9780820456515, lire en ligne )
- Robert Jensen, Citizens of the empire : the struggle to claim our humanity, San Francisco, City Lights, 2004 (ISBN 9780872864320)
- Robert Jensen, The heart of whiteness : confronting race, racism and white privilege, San Francisco, City Lights, 2005 (ISBN 9780872864498, lire en ligne )
- Robert Jensen, Getting off : pornography and the end of masculinity, Cambridge, Massachusetts, South End Press, 2007 (ISBN 9780896087767)
- Robert Jensen, All my bones shake : seeking a progressive path to the prophetic voice, Brooklyn, Soft Skull Press, 2009 (ISBN 9781593763466)
- Robert Jensen, We are all apocalyptic now : on the responsibilities of teaching, preaching, reporting, writing, and speaking out, San Francisco, City Lights Books, 2013 (ISBN 9781481958479)
- Robert Jensen, Arguing for our lives : critical thinking in crisis times, San Francisco, City Lights, 2013 (ISBN 9780872865730)
- Robert Jensen, Plain radical : living, loving and learning to leave the planet gracefully, Berkeley, California, Soft Skull Press, 2015 (ISBN 9781619026797)
- (2017). The End of Patriarchy : Radical Feminism for Men, Spinifex Press  (ISBN 9781742199924)
- Robert Jensen (2021). The Restless and Relentless Mind of Wes Jackson : Searching for Sustainability, University Press of Kansas (ISBN 9780700630554)
- (2022) An Inconvenient Apocalypse : Environmental Collapse, Climate Crisis, and the Fate of Humanity, co-authored with Wes Jackson.
- Robert Jensen, It's Debatable : Authentic Discussions about Tricky Topics, Olive Branch Press, 2024 (ISBN 9781623716844, lire en ligne )

### Articles de journaux
- Jensen, « Fighting objectivity : the illusion of journalistic neutrality in coverage of the Persian Gulf War », Journal of Communication Inquiry, vol. 16, no 1,‎ janvier 1992, p. 20–32 (DOI 10.1177/019685999201600102, S2CID 143671785)
- Jensen, « Pornographic novels and the ideology of male supremacy », Howard Journal of Communications, vol. 5, nos 1–2,‎ septembre 1993, p. 92–107 (DOI 10.1080/10646179309361653)
- Jensen, « Banning 'Redskins' from the sports page: the ethics and politics of Native American nicknames », Journal of Mass Media Ethics, vol. 9, no 1,‎ mars 1994, p. 16–25 (DOI 10.1207/s15327728jmme0901_2)
- Jensen, « Pornographic lives », Violence Against Women, vol. 1, no 1,‎ mars 1995, p. 32–54 (PMID 12346571, DOI 10.1177/1077801295001001003, S2CID 29885874)
- Jensen, « Pornography and affirmative conceptions of freedom », Women & Politics, vol. 15, no 1,‎ avril 1995, p. 1–18 (DOI 10.1300/J014v15n01_01)
- Jensen, « The politics and ethics of lesbian and gay "wedding" ; announcements in newspapers », Howard Journal of Communications, vol. 7, no 1,‎ janvier 1996, p. 13–28 (DOI 10.1080/10646179609361710)
- Jensen, « Knowing pornography », Violence Against Women, vol. 2, no 1,‎ mars 1996, p. 82–102 (PMID 12348987, DOI 10.1177/1077801296002001005, S2CID 37190400)
- Jensen, « What are journalists for ? », Peace Review: A Journal of Social Justice, vol. 8, no 1,‎ mars 1996, p. 21–26 (DOI 10.1080/10402659608425925)
- Jensen, « Journalists and the overtime provisions of the Fair Labor Standards Act », Journalism & Mass Communication Quarterly, vol. 73, no 2,‎ juin 1996, p. 417–426 (DOI 10.1177/107769909607300212, S2CID 144893231)
- Jensen, « Privilege, power, and politics in research : A response to 'Crossing sexual orientations' », International Journal of Qualitative Studies in Education, vol. 10, no 1,‎ janvier 1997, p. 25–30 (DOI 10.1080/095183997237377)
- Jensen, « Signs of struggle : voices from the anti-pornography movement », Books-on-Law, JURIST, vol. 1, no 4,‎ juillet 1998 (lire en ligne [archive du 11 janvier 2014])
- Analyse de : Andrea Dworkin et Catharine MacKinnon, In harm's way : the pornography civil rights hearings, Cambridge, Massachusetts, Harvard University Press, 1997 (ISBN 9780674445796, lire en ligne ) "En danger : les audiences sur les droits civiques en matière de pornographie".

- Jensen, « First Amendment potluck », Communication Law and Policy, vol. 3, no 4,‎ septembre 1998, p. 563–588 (DOI 10.1080/10811689809368664)
- Jensen, « Patriotism's a bad idea at a dangerous time », Peace Review: A Journal of Social Justice, vol. 15, no 4,‎ décembre 2003, p. 389–396 (DOI 10.1080/1040265032000156744, S2CID 144182623)
- Jensen, « September 11 and the failures of American intellectuals », Communication and Critical/Cultural Studies, vol. 1, no 1,‎ mars 2004, p. 80–88 (DOI 10.1080/1479142042000180935, S2CID 145476693)
- Jensen, « Homecoming », Journal of Homosexuality, vol. 47, nos 3–4,‎ septembre 2004, p. 75–81 (PMID 15451705, DOI 10.1300/J082v47n03_05, S2CID 216115618)
- Jensen, « Book review : Gay Male Pornography: An Issue of Sex Discrimination' », Men and Masculinities, vol. 8, no 3,‎ janvier 2006, p. 371–373 (DOI 10.1177/1097184X05277702, S2CID 144886886)

Analyse de : Christopher N. Kendall, Gay male pornography an issue of sex discrimination, Vancouver, British Columbia, Canada, UBC Press, 2004 (ISBN 9780774851152) "La pornographie masculine gay, un problème de discrimination sexuelle".
- Jensen, « Pornographic values: hierarchy and hubris », Sexualization, Media, and Society, vol. 2, no 1,‎ january–march 2016, p. 237462381562778 (DOI 10.1177/2374623815627787) Pdf.